# Cristóbal de Oñate
Cristóbal de Oñate (* um 1504 in Oñati(?), Baskenland; † 6. Oktober 1567 in Panuco, Zacatecas, Mexiko) war ein Conquistador und Kolonialbeamter baskischer Abstammung im Vizekönigreich Neuspanien. Er gilt als Gründer der Städte Guadalajara und Zacatecas im heutigen Mexiko.

## Familie
Cristóbal de Oñate wurde um das Jahr 1504 als Sohn von Juan Pérez de Narriahondo, der seinen Namen später in Juan de Oñate änderte, geboren; seine Mutter war Osana González de San Llorente. Er war ein entfernter Angehöriger des bereits im Mittelalter existierenden Haus Haro. Aus drei Ehen hatte er insgesamt sechs Kinder – darunter auch Juan de Oñate (1550–1626).

## Leben
Cristóbal de Oñate erreichte Mexiko im Jahr 1524 als Mitglied der Begleitmannschaft von Rodrigo de Albornoz, einem von Karl V. entsandten Auditor zur Überwachung der Herrschaft von Hernán Cortés. Im Jahr 1529 nahm er an der Expedition einer Armee von spanischen Soldaten und aztekischen und tlaxcaltekischen Hilfstruppen in das Gebiet von Neu-Galicien teil, wo er die Städte Compostela und Tepic sowie Guadalajara und Zacatecas gründete. Bei Zacatecas entdeckten er bzw. seine Prospektoren enorme Silbervorkommen, wodurch er zu einem der reichsten Männer Neuspaniens wurde; außerdem betätigte er sich als Farmer (haciendero) und Viehzüchter (ranchero). Darüber hinaus wurde er in den 1530er und 1540er Jahren von Vizekönig Antonio de Mendoza dreimal als Provinzgouverneur eingesetzt. Nichtsdestoweniger setzte er sein Soldatenleben fort, doch unterlagen er und seine Mitstreiter im Jahr 1540 einem indianischen Heer im Rahmen des Mixtón-Krieges. Danach scheint er sich ins Privatleben zurückgezogen zu haben.